# Trickster (cómic)
El Trickster (español: Embaucador) es un apodo utilizado por tres supervillanos de DC Comics, dos de los cuales son enemigos de Flash. Ambos han sido miembros de los Renegados.
Tanto las encarnaciones del personaje de James Jesse como las de Axel Walker se han adaptado sustancialmente a las producciones televisivas del trabajo de DC Comics. El actor Mark Hamill está más estrechamente asociado con el papel, ya que interpretó la encarnación de James Jesse en dos series de televisión de acción real y prestó su voz al personaje en varias apariciones animadas y de videojuegos. Devon Graye interpretó la encarnación de Axel Walker en la serie de televisión The Flash.

## Historial de creación y publicación
James Jesse apareció por primera vez en The Flash #113 (junio-julio de 1960) y fue creado por John Broome y Carmine Infantino. Infantino diseñó originalmente el personaje para la portada del número, que luego se usó como base para la trama del número y la historia del personaje.
Axel Walker debutó en The Flash (vol. 2) #183 (abril de 2002) y fue creado por Geoff Johns y Scott Kolins.

## Biografía ficticia

### James Jesse
El Trickster original (nombre real Giovanni Giuseppe) es el bromista y estafador cuya ocupación favorita es dañar a enemigos como Flash con objetos como ositos de peluche explosivos.
Su alter ego es "James Jesse". Era un acróbata de circo que decidió convertirse en un criminal al igual que su "homónimo inverso" Jesse James. Creó zapatos que le permitían caminar en el aire para ayudarlo primero en los espectáculos de trapecio en los que estaba su familia, ya que todos los miembros de su familia eran expertos en trapecio y su padre quería que él también lo fuera, y otras bromas de artilugios peligrosos para sus crímenes. Chocó con Flash (Barry Allen) muchas veces. En su primera aparición, su disfraz de Arlequín hace que Flash adivine que está en un circo, y captura al Tramposo después de pegarse al trapecio.
Después de la muerte de Barry Allen, el Trickster se mudó de Central City a Hollywood, donde pasó algún tiempo trabajando en efectos especiales. Intentó robar el innovador traje Blue Devil de Dan Cassidy, pero fue derrotado. Cuando Cassidy más tarde quedó atrapado en el traje, Jesse se hizo amigo de él y confió en Cassidy para ayudarlo con sus esfuerzos esporádicos para abandonar la supervillanía.
En la miniserie Underworld Unleashed, Neron intentó crear el Infierno en la Tierra. Cuando James Jesse se abrió camino en los dominios de Neron, fue solo para encontrarse con un visitante esperado. Neron le hizo vagas promesas a Jesse y pareció mantener a Jesse en sus confidencias. Sin embargo, una vez que Jesse se dio cuenta de que estaba en el infierno y Neron era la encarnación del diablo, Trickster se dio cuenta de que dependía de él vencer al diablo. Se las arregló para engañar a Neron y derrotarlo con la ayuda del Capitán Marvel. Al encontrarse de regreso en la Tierra, Trickster lamentó el hecho de que había diseñado "el mayor aguijón de todos los tiempos" y nadie lo había presenciado... y rápidamente decidió que era mejor trabajar del lado de los ángeles, porque no se atrevía a ir al infierno.
Comenzó a usar sus habilidades de estafador para siempre y a recolectar las armas de los supervillanos encarcelados porque esas cosas eran demasiado peligrosas para dejarlas tiradas y podían caer en las manos equivocadas (tenía razón: vea a Axel Walker a continuación).
Cuando su antigua novia Mindy Hong le pidió ayuda, Trickster la acompañó al pequeño reino montañoso de Zhutan. Allí, con la ayuda de Pied Piper y Billy Hong, un niño de 12 años que resultó ser Majee (un agente especial del dios Saravistran Meshta, enviado para observar y sopesar el progreso de la humanidad), derrotó nuevamente a Neron. Como parte del trato, Jesse le dijo a Neron que se olvidara de los Renegados, quienes estaban agradecidos a regañadientes por haber sido rescatados de la ira del demonio. Minutos después, Jesse se quedó estupefacto cuando le dijeron que Billy Hong era su hijo.
Trickster regresó a los Estados Unidos y siguió usando sus habilidades para siempre. Una vez salvó la vida de Catwoman engañándola para que lo ayudara a "matarla". Ella estaba agradecida y él la consideró "la mujer más fascinante que he conocido", pero se separaron como meros amigos. El FBI contactó a Jesse y lo reclutó. Trabajó para ellos un tiempo y luego el Top reapareció y puso patas arriba el mundo de los Renegados al lavarles el cerebro a varios de ellos, provocando la Guerra Renegada. Todavía trabajando como agente del FBI, James Jesse reunió a los Renegados reformados para detener al Capitán Frío y a los otros Renegados. Sin embargo, Top apareció y revirtió lo que hizo con los Renegados reformados, finalmente. A Trickster y Pied Piper les tomó mucho tiempo separar sus propios recuerdos de las sugerencias hipnóticas de Top. Los otros Renegados se dispersaron y se agacharon.

#### Countdown
James Jesse aparece en Countdown # 51, donde llega al apartamento de su compañero Renegado Heat Wave en respuesta al llamado del Capitán Frío para una reunión de los Renegados. Heat Wave no está contento de ver a Trickster y reprende a Jesse por el hecho de que una vez estuvo ayudando a Flash (Wally West). Trickster se abre camino hacia el apartamento, y parece que el lavado de cerebro de Top a Jesse se ha deshecho por completo. Sin el conocimiento de los dos excompañeros de celda, mientras discuten el futuro de los Renegados, una de las ratas de Pied Piper los está espiando. Más tarde esa noche, Pied Piper también se reincorpora a los Renegados y reanuda una amistad incómoda con Jesse. Después de que Capitán Frío, Heat Wave y Weather Wizard asesinaran a Bart Allen en Flash: The Fastest Man Alive #13; el caos resultante hace que el Trickster y Pied Piper huyan de héroes y villanos por igual.
Después de asistir al funeral de Bart Allen en secreto, Piper y Trickster son capturados por Deadshot y Multiplex y esposados con esposas que explotarán si se manipulan, separados por unos cinco pies de cadena igualmente protegida. Se las arreglan para escapar de sus captores, pero desafortunadamente permanecen encadenados mientras continúan con sus vidas en la fuga. Rápidamente se dirigen a Ciudad Gótica, donde el Pingüino les ofrece un santuario parcial, quien contacta al FBI para obtener la recompensa. Luego, el dúo escapa del Escuadrón Suicida solo para que Question y Batwoman los alcancen.
Piper y Trickster inmediatamente comienzan a suplicarles a los dos héroes que ellos personalmente no fueron responsables de la muerte de Bart Allen. Batwoman ignora rápidamente sus súplicas y está más preocupada por atrapar a los dos criminales por la muerte de Flash. Question, sin embargo, está dispuesto a escucharlos, momento en el que Trickster realiza un espectáculo de títeres para defender su caso, utilizando títeres de él mismo y Flash. Batwoman se enfurece por la falta de respeto que muestra Trickster y lo golpea, rompiéndole la nariz. Sin embargo, Question cree en su historia y dice que "esos dos no podían matar el tiempo" y los deja ir. Cuando Batwoman exige qué derecho tiene para liberarlos, Montoya afirma que su pasado como detective de la policía le enseñó a detectar verdaderos asesinos.
Los dos Renegados llegan sin darse cuenta al invernadero de Hiedra Venenosa y son capturados por ella. A pesar de estar aturdido por el uso de feromonas de Hiedra Venenosa, Trickster se concentra en Piper una vez que escucha hablar al otro hombre. La situación se vuelve aún más peligrosa cuando llega Deathstroke. Trickster desvía su atención de Piper por segunda vez y se rompe la nariz por segunda vez. Deathstroke golpea a ambos Renegados pero no los mata, y decide usar a los dos fugitivos como cebo al colocarles una bomba. Batman los encuentra, quien recibe la tercera dosis de la insolencia de Trickster, pero resiste la tentación y los entrega a Flash (Wally West). West está furioso. Lleva a Trickster y Piper de regreso a la tumba de Bart Allen. Explican que Deathstroke ha colocado dispositivos explosivos subcutáneos en sus cuellos. West les cree y les quita los dispositivos vibrando a través de su piel. Continúa interrogándolos, y las respuestas de Trickster lo enojan tanto que le rompe la nariz a Jesse por tercera vez. Finalmente, sin embargo, él cree su historia.
Wally confina a los dos en la boda de Green Arrow y Black Canary, a pesar de las advertencias de que Deathstroke está planeando un asalto total en la ocasión. Los dos logran escapar del asalto a la boda, roban un automóvil y, sin darse cuenta, toman a Double Down como pasajero. El trío se detiene en un restaurante, solo para ser atacado por Suicide Squad. Double Down es capturado, pero Piper y Trickster deciden seguir al Escuadrón usando un campo de invisibilidad, planeando liberar a los otros villanos capturados, a quienes Trickster insiste en que "nos deberán de por vida". Se encuentran y liberan a Dos Caras, quien les dice que los villanos están siendo enviados a una base secreta, luego lanza una moneda para decidir si los acompaña o no. El dúo escapa por poco del caos resultante y luego, una vez más, evita ser capturado por Deadshot.
A lo largo de Countdown, Trickster hace una serie de chistes homofóbicos menos que divertidos (aunque nunca los ha usado en ninguna serie anterior) que mantienen enojado y concentrado a Piper. Pero al final, cuando están viajando en el vagón de carga de un tren, él finalmente puede hacer la broma sobre sí mismo y los dos se ríen a carcajadas de su horrible juego de palabras.
Desafortunadamente, justo en el momento en que Trickster finalmente se dirige a Piper como "Hartley" por primera vez en toda la serie, Jesse nota el punto rojo de una mira láser en la frente de Piper. Deadshot los ha alcanzado de nuevo. Trickster tira del Piper fuera de la línea de fuego, salvándole la vida, y luego Trickster inusualmente decide hacer una parada y luchar. Durante la refriega, Deadshot agarra la capa de Trickster y lo tira del tren, luego lo arrastra por las vías, hiriéndolo. Cuando Deadshot declara que va a dispararle al flautista y apunta, Trickster grita: "¡NO! ¡ÉL NO! ¡AHORA NO!" y se lanza a la lluvia de balas. Jesse muere instantáneamente, pero Piper está protegido por su cuerpo y sobrevive y escapa en el tren.
A solas con el cadáver de Trickster todavía encadenado a él, Piper se ve obligada a huir del tren en el desierto de Chihuahua y se pierde, arrastrando a su compañero muerto (pero hablador). Incapaz de destruir las esposas, Piper finalmente corta la mano izquierda de Trickster después de llevar su cadáver lo más lejos que puede. Mientras que la mayor parte del cuerpo de Trickster permanece en la Tierra, la mano va con Piper a través de un boomtube que aparece misteriosamente hasta Apokolips.
Allí, DeSaad rompe las esposas, libera a Piper y envía la mano de Trickster a las sucias profundidades de Apokolips. DeSaad luego explica que ha estado manipulando eventos y a ambos Rogues todo el tiempo, porque cree que Piper puede expresar la Ecuación Anti-Vida a través de su música. Al darse cuenta de que este demonio había asesinado a Trickster, Piper le permite a DeSaad tener lo que quiere: "expresar" la Ecuación Anti-Vida con su música hasta que la cabeza de DeSaad explota. Luego, solo y de luto por su amigo asesinado, Piper toca un canto de cisne para Trickster, y su música es tan furiosa y poderosa que todo el planeta explota.
Una vez que regresó a la Tierra a través de otro Boom Tube que creó, Pied Piper se recupera de su viaje de pesadilla y reanuda sus esfuerzos para derrotar a los Renegados para siempre. En la miniserie Final Crisis: Rogues' Revenge, roba la última voluntad y el testamento de Jesse de las autoridades. Mientras huía, Jesse le había dicho cómo el documento oculta otro escrito con tinta invisible, que resulta ser instrucciones y diagramas que muestran cómo derrotar a los Rogues. Desafortunadamente, los esfuerzos de Piper para llevar a cabo los planes de Jesse no tienen éxito: está herido y luego, de mala gana, se involucra en el asesinato de Inertia.
En Blackest Night: The Flash, James Jesse fue reanimado como Black Lantern.

#### DC Rebirth
Más tarde aparece ante su sucesor Axel Walker, después de que Flash eliminó sus poderes de la Fuerza de la Fuerza. Se las arregló para capturar al Comandante Frío (una versión del Capitán Frío del siglo 25) para encontrar información de él para mejorar su "último truco" en Ciudad Central.

### Axel Walker
Mientras el primer Trickster trabajaba para el FBI, el adolescente Axel Walker robó todos los aparatos y zapatos de Jesse y se convirtió en el nuevo Tramposo. Se unió a Blacksmith's Network y destruyó archivos de Goldface y Hunter Zolomon para ella. También le dieron nuevos "juguetes" además de los originales de Jesse. Después de la derrota de Blacksmith, fue invitado a unirse a los nuevos Renegados liderados por el Capitán Frío y aceptó. Permaneció con los nuevos Renegados hasta que los Renegados "reformados" intentaron detener a Frío. Mientras los dos Trickster peleaban, Top le devolvió la memoria a Jesse. El Trickster original luego derrotó a su sucesor y le dijo que nunca más se convirtiera en el Trickster.
Después de un tiempo, Axel escapó de la prisión y regresó a Keystone City. Sin embargo, fue rápidamente derrotado por Flash.
La siguiente aparición de Axel desde entonces fue en Helmet of Fate: Detective Chimp, donde respondió a un anuncio de cuatro estudiantes universitarios que pedían un superhéroe experimentado para entrenarlos. Cenó con ellos y luego los mató a los cuatro. Su crimen fue descubierto cuando el Detective Chimp usó sus notables poderes deductivos para ayudar a deducir quién era el asesino. Luego, Axel fue arrestado.

#### Final Crisis: Rogues' Revenge
Con el "reformado" Trickster muerto, Axel regresó como el Trickster en la miniserie Final Crisis: Rogues 'Revenge. A lo largo de la serie, a Axel se le enseñó lo que se necesitaba para ser un verdadero Renegado. Cuando le dicen a Trickster que necesita ganarse su lugar en los Renegados, pregunta cómo. Mirror Master responde diciéndole: "No le digas a Cold por qué quieres estar aquí, dile por qué necesitas estar aquí". Al final de la serie, Trickster participa en el asesinato de Inercia.

#### The Flash(vol. 3)
El Trickster y los Renegados visitan el antiguo escondite de Sam Scudder y descubren un espejo gigante con las palabras In Case of Flash: Break Glass escritas en él. Después, Axel todavía está huyendo con los Renegados. Se le ve alejándose a toda velocidad en el Trickster Mobile, siendo perseguido por Flash (Barry Allen). El Trickster conduce por un acantilado y escapa del vehículo, mientras que Flash desarma el auto en el aire.

#### The New 52
En septiembre de 2011, The New 52 reinició la continuidad de DC. En esta nueva línea de tiempo, Trickster/Axel Walker es reintroducido como miembro de Black Razors, el equipo responsable de lidiar con la invasión de Daemonites. Tiene la tarea de trabajar junto a Priscilla Kitaen para acabar con su clon. Más tarde se lo ve como parte de los Renegados de Glider, y rescató al Capitán Frío e intentó razonar con un invasor Gorilla Grodd, lo que lo llevó a perder su brazo derecho. Más tarde fue equipado con un brazo robótico que esencialmente funcionaba como un brazo humano normal.

#### DC Rebirth
Durante DC Rebirth, Axel luego es enviado a Iron Heights, donde sufre varios abusos por parte de Warden Wolfe y, finalmente, la policía comenzó a construir un caso con la ayuda de Axel para tratar de encerrar a Warden Wolfe por sus abusos en Iron Heights. Más tarde se le permite salir de Iron Heights para ser interrogado por algunos policías, pero Trickster parece inquieto por hablar con un juez porque Wolfe vendrá por él. La policía le da seguridades, pero no parece calmarlo. Incluso parece estar un poco enfermo. Sin embargo, el juez nunca llega, ya que su reunión es interrumpida por dos pájaros que se estrellan contra la ventana. Son los Para-Ángeles y han sido contratados para asegurarse de que Trickster solo hable con las personas adecuadas y aparentemente la policía no está en esa lista. Los Para-Ángeles logran secuestrar a Trickster y su brazo se cae en la lucha. Parecen sentirse seguros, hasta que Flash salta de un edificio para enfrentarse a ellos. Para quitarles Flash, la Para-Angel femenina intenta matar a Trickster arrojándolo al suelo. Flash puede salvarlo, pero los Ángeles intentan escapar cuando, de repente, el Comandante Cold llega en su aeromoto y congela a ambos Ángeles, lo que obliga a Flash a actuar para evitar que la mujer se rompa en el suelo. Flash y Cold comienzan a discutir y esto le da a Trickster la oportunidad de huir de la escena. Sigue comentando cómo se siente enfermo y justo cuando se ha escapado, el suelo se abre y se lo traga por completo. Debido a esto, Barry pierde a Trickster y culpa al Comandante Cold por ello. Más tarde, Cold se pone en contacto con Barry y se apresura a encontrarse con él donde Trickster desapareció, y Cold explica que cree que Trickster fue cambiado por una de las nuevas fuerzas que Barry y Wally han desatado cuando rompieron la Fuerza de la Velocidad. Esto es cuando un puño atraviesa el suelo debajo de ellos. Es Trickster, quien ha sido empoderado por la Fuerza de la Fuerza. Rápidamente derrota a Flash y al comandante Cold y luego fija su mirada en Iron Heights y Warden Wolfe.

### Nuevo Dios
Otro Trickster aparece en Superman/Batman como parte de la continuidad de New 52. Un dios tramposo de Apokolips, Kaiyo es un agente de Darkseid con el poder de moverse entre mundos a voluntad. Ella persigue a Batman, Superman y sus contrapartes en la Tierra-2 antes de la destrucción de ese mundo y es responsable del primer encuentro entre el Hombre de Acero y el Caballero Oscuro. Su aparición en la Tierra-2 conduce al descubrimiento y posterior asedio de Darkseid a ese mundo, mientras que también deja una reliquia que contribuirá a la resurrección de Damian Wayne.
Durante la historia de Forever Evil, los Renegados estaban en medio de sacar a Trickster de la prisión, solo para que llegara Johnny Quick y lograra liberar a todos los reclusos.

## Poderes y habilidades
El Trickster tiene una serie de trucos que emplea. Esto incluye polvo para picar, bombas de cabeza de papa, pollos de goma y yo-yos explosivos, gatos afilados, dulces de cáscara dura y varias otras armas con temas de broma.
El Trickster usa un par de zapatos que le permiten volar hasta por 10 horas.

## Otras versiones

### Flashpoint
En la línea de tiempo alternativa del evento Flashpoint, Axel Walker, conocido (en esta realidad) como Trixter, fue encarcelado en Iron Heights; los presos obligados a callar a Trixter por sus bromas. Él y los Renegados escapan de Iron Heights y luego sigue a los Renegados de Mirror Master; sin embargo, los Renegados no lo invitaron. Trixter les dice que planea secuestrar a la hermana de Citizen Cold, Lisa Snart. Trixter busca vengarse de Citizen Cold por asesinar al Trickster original. Los Renegados, sin embargo, descubren que Trixter ha estado trabajando para Citizen Cold todo el tiempo. El Mirror Master mata haciéndolo entrar en su mirrorverso, causando que muera. Axel menciona que Cold ha matado al Trickster anterior.

### Trixster del siglo 25
Una versión futurista del Trixster es un héroe y parte de los policías del siglo 25 conocidos como los Renegados del futuro del Profesor Zoom.

## En otros medios

### Televisión
- La encarnación de James Jesse del Tramposo aparece en The Flash (1990), interpretado por Mark Hamill. Esta versión, también conocida como James Montgomery Jesse, es un psicópata criminal buscado que ha cometido asesinatos en masa en varios estados y anteriormente fue atendido por un compañero llamado Prank. En su episodio homónimo, Jesse desarrolla una obsesión psicótica y secuestra a la  investigadora privada Megan Lockhart (interpretada por Joyce Hyser), creyendo que ella es Prank y que Flash le lavó el cerebro. A pesar de contrarrestar con éxito al velocista varias veces, Jesse finalmente es detenido por Flash con la ayuda de Lockhart. En el final de la serie, "El juicio del tramposo", Jesse escapa de su juicio con la ayuda de Zoey Clark (interpretada por Corinne Bohrer), la rica propietaria de Clarx Toys y fan suya que se disfrazó de taquígrafa de la corte. Al llegar a su tienda de juguetes, Clark revela que quiere convertirse en Prank y seduce a Jesse haciéndole creer que siempre fue Prank. Sin embargo, después de secuestrar a Flash y lavarle el cerebro para que les sirviera, Clark se pone celosa y teme que la reemplacen. Mientras lo ayuda a escapar, Trickster la abandona, aunque Flash finalmente detiene a la pareja después de que recupera sus recuerdos. En 1995, los dos episodios se editaron juntos en una película y se lanzaron en VHS como The Flash II: Revenge of the Trickster. Si el programa se hubiera renovado para una segunda temporada, los productores tenían planes para un episodio en equipo con Capitán Frío y Amo de los Espejos.[26]
- La encarnación de James Jesse de Trickster aparece en el episodio de Liga de la Justicia Ilimitada, "Flash and Substance", con la voz de Mark Hamill. Esta versión está diseñada para parecerse a la representación anterior de Hamill y se representa consciente de su psicosis. Él intenta ayudar al Amo de los Espejos, Capitán Frío y Capitán Bumerang en su venganza contra Flash, pero no están de acuerdo con su extravagante plan y lo abandonan. Descontento por esto, Trickster se dirige a un bar de supervillanos, donde Flash, Batman y Orion llegan para interrogarlo en busca de información sobre los asesinos del velocista. Batman y Orion intentan usar la fuerza, pero Flash toma el control y convence cortésmente a Trickster para que les cuente sobre los planes del Amo de los Espejos, Capitán Frío y Capitán Bumerang a cambio de que Trickster se entregue y regrese al hospital.
- Tanto las encarnaciones de James Jesse como Axel Walker del Trickster aparecen en The Flash (2014), interpretados nuevamente por Mark Hamill y Devon Graye respectivamente.[27][28] Presentado en el episodio "Tricksters", Jesse aterrorizó a Central City veinte años antes de ser encarcelado en la Penitenciaría Iron Heights. En el presente, Walker emerge como un aparente terrorista imitador. Mientras ayuda a la policía a detenerlo, Jesse aparentemente está horrorizado de que alguien "robó" sus trucos y equipo, aunque luego se revela como el mentor y padre de Walker. Walker saca a Jesse de la prisión y toma como rehén al padre de Barry Allen, Henry. Someten a Flash colocando una bomba que está preparada para explotar en caso de que intente quitarla o desacelerar en su muñeca. Sin embargo, Flash aprende a atravesar objetos y dejar atrás la bomba de manera segura antes de detener a ambos Tricksters. En el episodio "The Elongated Knight Rises", su madre Zoey Clark / Prank (interpretada nuevamente por Corinne Bohrer) libra a Walker de la prisión, quien se une a él para capturar a Cisco Ramon y Caitlin Snow antes de que ser derrotados por Ralph Dibny. 
  - Una encarnación de Tierra-3 de James Jesse / Trickster hace una aparición menor en el episodio "The Present", también interpretado por Hamill.
- La encarnación de James Jesse del Trickster aparece en el corto de Justice League Action, "Missing the Mark", nuevamente con la voz de Mark Hamill.
- La encarnación de James Jesse del Trickster aparece en Scooby-Doo and Guess Who? episodio "¡Misterios de un minuto!", nuevamente interpretado por Mark Hamill.

### Cine
La encarnación de Axel Walker del Trickster aparece en Lego DC Comics Super Heroes: Justice League: Attack of the Legion of Doom, con la voz de Mark Hamill.

### Videojuegos
- La encarnación de James Jesse del Trickster aparece en The Flash (1993).
- La encarnación de James Jesse del Tramposo aparece en DC Universe Online, con la voz de Paul Wensley.[29]
- La encarnación de Axel Walker del Trickster aparece como un personaje jugable en Lego Batman 3: Beyond Gotham, con la voz de Troy Baker.
- La encarnación de Axel Walker del Trickster aparece como un personaje jugable en Lego DC Super-Villains, nuevamente con la voz de Mark Hamill.